# Palazzo Pretorio (Pistoia)

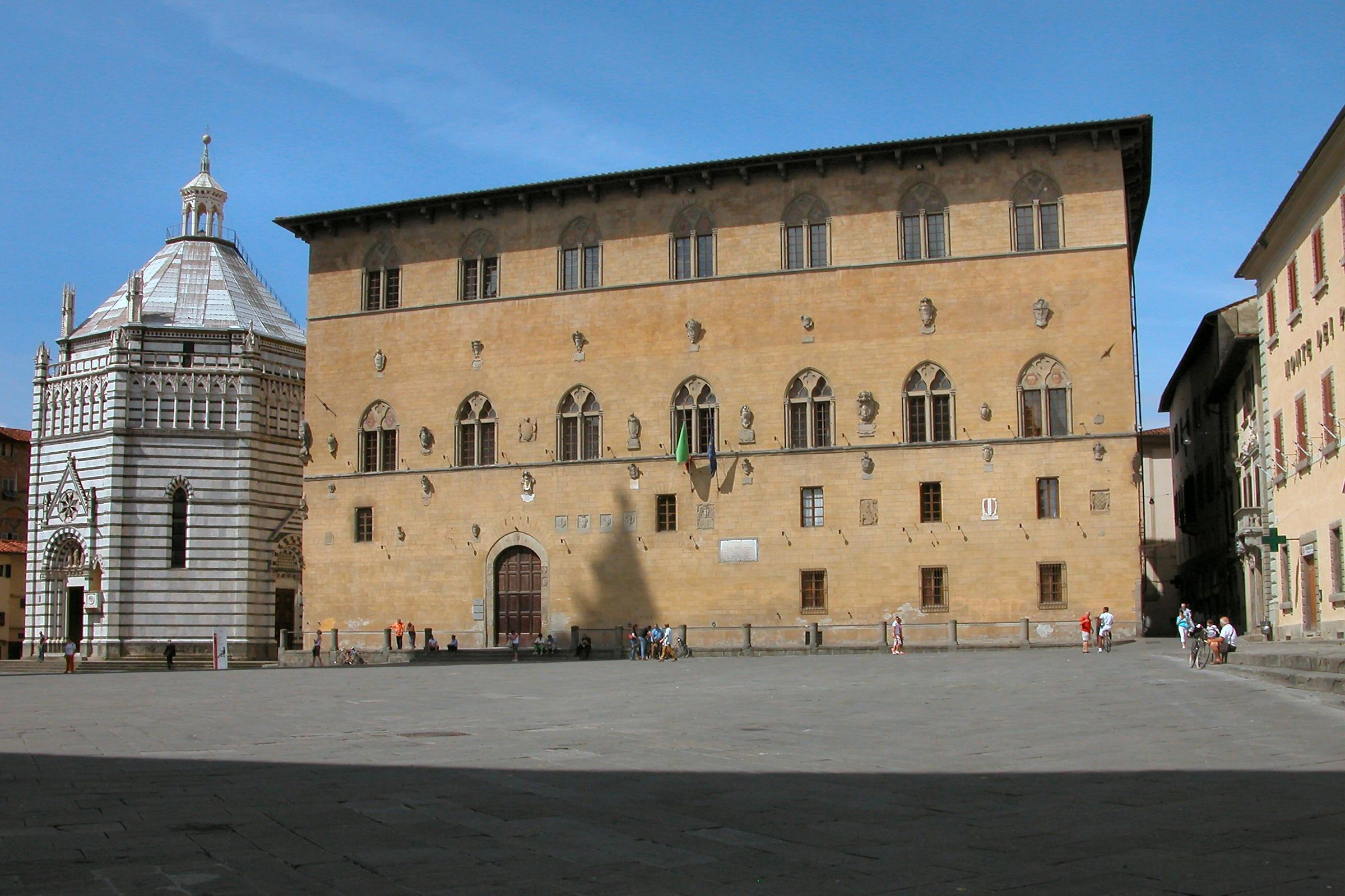
Facciata del Palazzo Pretorio.

Il Palazzo Pretorio è la sede del tribunale di Pistoia e si trova in piazza del Duomo.
La sua attuale conformazione risale al 1846, in seguito all'aggiunta di un piano superiore e la restaurazione del cortile interno.

## Storia
L'identità dell'architetto che progettò il palazzo è sconosciuta, poiché anche personalità meno note potevano essere chiamate a dirigere la costruzione di un tale edificio. È possibile attribuirne la realizzazione ai vari artisti che in quel tempo lavoravano nei dintorni di Pistoia, mentre è inverosimile identificare l'autore con Andrea Pisano, che morì nel 1345, ovvero 22 anni prima che venisse presentata la proposta di edificare un palazzo per la residenza del potestà.
È più attendibile invece la tesi che attribuisce disegno ed esecuzione a Cellino di Nese da Siena, che godeva di grande fama all'interno della città per aver condotto nel 1337 il Cenotafio di Messer Cino.
Come ricorda un'iscrizione nel cortile, nel 1634 il Pretorio fu restaurato dal senatore Niccolò de'Pucci.
L'edificio rivestì poi il ruolo di tribunale collegiale dal 1816 e quello di tribunale di prima istanza dal 1838.
Nel 1842, infine, ebbe inizio la ristrutturazione che conferì al palazzo la sua struttura e funzione odierne.

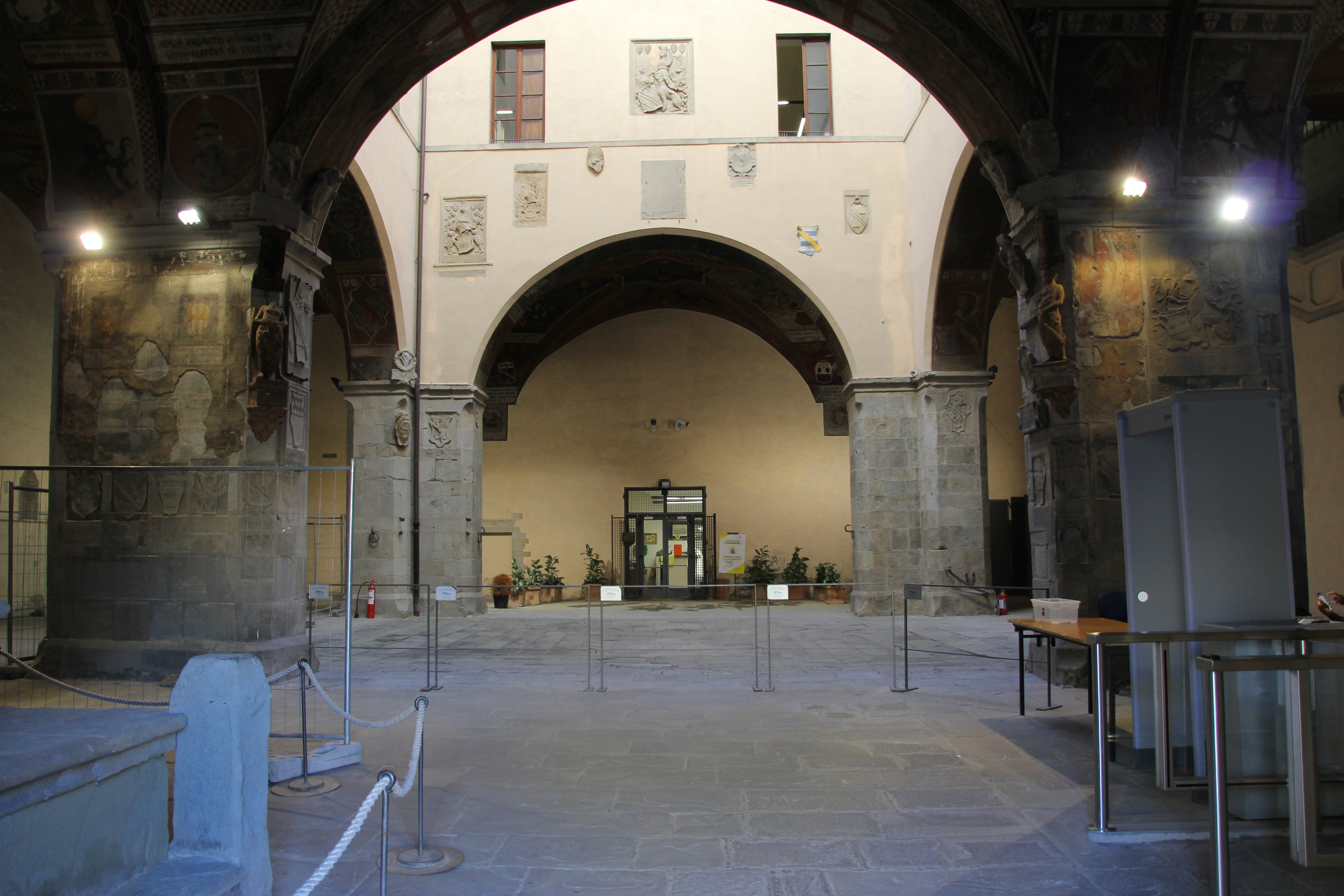
Cortile interno

## Descrizione

### Stemmi
Uno degli elementi caratterizzanti del Palazzo Pretorio è la presenza di stemmi in pietra, marmo, terracotta invetriata e pittura, posti sia all'esterno che all'interno.
La facciate esterne e il cortile sono infatti ricche di scudi che venivano lasciati dai vari pretori e membri delle magistrature pubbliche che qui ebbero sede. Molti stemmi sono accompagnati da iscrizioni legate ai personaggi a cui appartennero e agli anni in cui ricoprirono le cariche pubbliche.

### Interno
L'interno è decorato con scudi su fondi rabescati talvolta rossi talvolta azzurri.
Guarda il cortile interno il grand'arco della volta d'entratura che presenta due leoni, uno per lato, che sostengono ognuno uno scudo a fondo bianco con croce rossa.
Per il vertice opposto gli scudi sono sorretti da angeli che sporgono da uno scudo contornato da nuvole al centro dell'arco.